# Escándalos (serie de televisión)
Escándalos es una serie de televisión producida por VIP 2000 e Ideas Estudios para Televen en 2015. es dirigida por Tony Rodríguez y escrita por César Sierra junto a un grupo de 14 guionistas de América; grabada en Venezuela, Estados Unidos, Panamá y México e interpretada por exitosos actores hispanoamericanos.
Las grabaciones empezaron en 2014. El primer capítulo (piloto) se estrenó el 13 de agosto de 2014. El estreno oficial fue el 7 de septiembre de 2015 por la cadena venezolana Televen.

## Sinopsis
Escándalos es una serie en la que las historias son reconocidos escándalos de la vida real, ahí su lema "Todo es real exceptos sus nombres". Los capítulos tienen formatos de una hora de duración, en los que se mezclan drama, misterio, suspenso y acción.
La primera temporada de unitarios que se estrena en septiembre en los mencionados países, está conformada por 40 capítulos de 1 hora, grabados en Miami, Los Ángeles, México, Panamá y Venezuela. “Asuntos de Familia”, “Adiós a las Niñas”, “Un Gato para Sarahil”, “La Perfecta Ama de Casa” y “Sonata Nocturna”, son solo algunos de los títulos de las producciones grabadas en Venezuela que integran la primera temporada de Escándalos.
La serie está conformada por un gran elenco nacional e internacional.

## Producción
- Venezuela: Coproduce Idea Estudios de Tony Rodríguez y Jhony Pulido con Televen.
- México: A través de la Productora Independiente Caaliope Productions de Carlos Sánchez Vega y Alicia Flores; y la casa productora Popcornbrain de Francis Brunette y Diego A. Molina.

- Miami: Los produce Nirvana Films empresa del conocido actor internacional Ricardo Álamo, quien dirige y produce en esa ciudad.
- Los Ángeles: A través de la Productora Nitro Group de Mariano Roson.

## Elenco

### Asuntos de familia
- Marialejandra Martín - Isabel Calderón de Leroux
- Sócrates Serrano - Martín Leroux
- José Manuel Suárez - Christian Leroux Calderón
- Carla Baratta - Miranda Leroux Calderón
- Rhandy Piñango  - Comisario Julio Ramírez
- Raquel Yánez - Inspectora Sofía Velásquez
- Jesús Nunes - Detective Pablo
- Catherina Cardozo - Beatriz
- Ana Martín - Rosana Estéves
- Ornella de la Rosa - María Eugenia

### La becaria
(Basado en el caso de Bill Clinton y Monica Lewinski)
- Andrea Núñez - Erika Limanski
- Eduardo Serrano - Bernardo Clemente Anzola
- Zully Montero - Helena de Clemente
- Flor Núñez - Carmen de Limanski
- Reinaldo José Pérez - Enzo
- Carlos Acosta-Milian - Montero
- Eduardo Ibarrola - Germán Limanski
- Crisol Carabal - Manuela
- María Antonieta Castillo - Cristi
- Carolina Muizzi - Periodista

### Las apariencias engañan
(Basado en el caso de Maiseth "Chechi" Castroverde)
- Myriam Abreu - Maribel
- Andrés Morales - Leonardo
- Roseta Bondanea - Viviana
- Leonte Bondanea - Germán
- Ronny Sucre - Goyo

### Niña linda
(Basado en el caso de Brooke Shields)
- Scarlet Ortiz - Briggitte Phillips
- Flor Elena González - Teresa Phillips
- Jalymar Salomón - Lucía
- Francisco Medina - Lorenzo Pascal
- Manuel Escolano - René
- Bárbara Bürkle - Briggitte Phillips (niña)
- Carlos Acosta-Milian - David Ferrer
- Ricardo Álamo - Juan
- Reinaldo José Pérez - Matías Lovera

### Un gato para Sarahil
(Basado en el caso de Cibell Naime Yordi)
- Yelena Maciel - Sarahil Fadoul Yadhir
- Jorge Palacios - Shadid Fadoul
- Eduardo Orozco - Detective Aureliano Mendoza
- Catherina Cardozo - Ana Yadhir de Fadoul
- Raquel Yánez - Inspectora Sofía Velásquez
- Virginia Urdaneta - Inés Tabares
- Mayra Méndez - Daniela
- Vanessa Di Quattro - Reportera
- Juan Bautista - José Antonio Guerrero
- Jesús Nunes - Detective Pablo

### La fraternidad
(Basado en el caso de La Familia Manson)
- Yul Bürkle - Alexander "Alex" Ernesto Morgan “El Enviado”
- Diana Marcoccia - Laura Mendoza Aristiguieta
- Emmanuel Palomares - Mateo Bautista Brand
- Willy Martin - Enrique "Kike" Augusto Benedetti
- Viviana Ramos - Susana Alejandra Hilmann
- Betzy Lóṕez - Patricia "Paty" Victoria Hilmann

### No soy mujer
(Basado en el caso de Chaz Bono)
- Willy Martin - Caridad Ramírez / Alberto Muñoz
- Ana Karina Manco - Diana Ramírez
- Salomé Muriel - Annette
- William Colmenares - Carlos José
- Flor Elena González - Mireya

### La mafia de la moda
(Basado en el caso de Gianni Versace)
- Yul Bürkle - Gino Varessi
- Eduardo Serrano - Enzo Pelegrino
- Eduardo Orozco - Angelo
- Yina Vélez - Francheska "Franka" Varessi
- Guido Massri - Toni Varessi
- Carolina Muizzi - Regina
- Flor Elena González - Irene

### Contra las cuerdas
(Basado en el caso de Óscar de la Hoya)
- Carlos Guillermo Haydon - Ángel Lozada
- Ana Terreno - Sara
- Mike Pérez - Reynaldo Rodríguez
- Carlos López - Miguel

### Horario protegido
(Basado en el caso de Jamie Lynn Spears)
- Ornella de la Rosa - Abigaíl "Abi" Castillo
- Julio Alcázar - Walter
- Juan Carlos García - Jorge Luis Alarcón
- Shakti Maal - Malena Olin - “Samantha”
- Luis Mayer - Luis Román - “Bombillo”
- Jesús Nunes - Luke - “Willy”
- Charyl Chacón - Delia Peraza
- Luis Olavarrieta - Diego
- Nattalie Cortéz - Valeria de Castillo
- Verónica Cortéz - Betzaida
- Shaiara Pineau - Sara "Sarita" Fernández
- José Vicente Pinto - Detective

### La belleza interior
(Basado en el caso de Alicia Machado)
- Jennifer Lemus - Adriana Marcano
- Gilberto Reyes - Osman Da Silva
- Flor Núñez - Mamá de Adriana Marcano
- Anastasia Mazzone - Geraldine
- Damián Pastrana - José Arreaga
- Jalymar Salomón - Daniela
- Yina Vélez - Vanessa
- Pilar Brú - Claudia

### Estigma
(Basado en el caso de Rolando "Rony" Muñoz)
- Karl Hoffman - Antonio "Toni" Méndez
- José Rodríguez - Juan
- Leo Wiznitzer -  ''Monseñor Orellana''

### En el nombre del Padre
(Basado en el caso del Padre Alberto Cutié)
- Paulo Quevedo - Padre Rafael Valdez
- Maite Embil - Camila Carvajal
- Jalymar Salomón - María Teresa
- Eduardo Ibarrola - Monseñor Pastrana
- William Colmenares - Juan
- Anderson Leal - Víctor "Vic" Carvajal
- Gilberto Reyes - Jorge Trujillo
- Viviana Ramos - Asistente de Prensa

### El color de la Ley
(Basado en el caso de O.J. Simpson)
- Pedro Telémaco - Ramón José "R.J" Sánchez
- Eduardo Serrano - Detective Jorge Ribbo
- Guido Massri - Ricardo Torres
- Anastasia Mazzone - Valeria Contreras de Sánchez
- William Colmenares - Detective Castro
- Ricardo Álamo - Oficial Pérez
- César de la Torre - Guillermo Lima
- Yrahid Leylanni - Sindy
- Gilberto Reyes - Gabriel Álvarez
- Carolina Muizzi - Abogada
- Yina Vélez - Reportera

### Muy joven para marcharse
(Basado en el caso de Selena)
- Francis Brunette - Malena Calzada
- Dunia Alexandra - Yolanda Sánchez
- Ezequiel Cárdenas - Roberto Calzada
- Clarisa Rendón - Mamá de Malena

### Operación Hydra
(Basado en el caso Festina)
- Santiago Minor - Andrés Irazábal
- Brandon Santini - Juan Francisco Camargo
- Enrique Guevara - Rodrigo Pereira
- Orlando Moguel - Eduardo González

### La hora de la verdad
- Juan Alejandro Ávila - Vicente Morales
- Sofía Leal de la Rosa - Adriana Prieto
- Blanca Alarcón - Detective María Gutiérrez

### El respetable director
(Basado en el caso de Woody Allen y Soon-Yi Previn)
- Ernesto Álvarez - Toni Ruíz
- Fabiana Perzábal - Alicia Torres de Ruíz
- Nando Estevané - Vicente
- Paola Fernández - Isabel

### La perfecta ama de casa
(Basado en el caso de Martha Stewart)
- Diana Volpe - Laura Sanders
- Crisbel Henríquez - Julie Sanders
- Jorge Palacios - Alexander Texier
- Sócrates Serrano - Robert
- Antonio Delli - Isaías Pérez Haim
- Juliet Lima - Kathy Texier
- María Cristina Lozada - Jueza
- Anthony Lo Russo - Andrés Andersen
- José Roberto Díaz - Abogado Blay
- Diana Díaz - Elaiza
- Josemith Bermúdez - Presentadora
- Daniela Bueno - Reportera

### Todos odian a Andrea Vitrián
(Basado en el caso de Gaby Spanic)
- Karen León - Andrea Vitrián
- Irene Repeto - Mayra Márquez
- Socorro de la Campa - Mamá de Andrea Vitrián

### Mister Gobernador
(Basado en el caso de Arnold Schwarzenegger)
- Víctor Cámara - Leonardo Aristizábal
- Crisol Carabal - María Helena de Aristizábal
- Sabrina Olmedo - Magdalena
- Georgina Palacios - Ana Isabel Aristizábal
- María del Pilar Pérez - María Helena (joven)
- Andrés Escobar - Leonardo Aristizábal (joven)
- Lili Rentería - Esther
- Enmanuel Pérez - Ramiro Aristizábal
- Reinaldo José Pérez - Alejandro

### La mujer del Alcalde
(Basado en el caso de Isabel Pantoja y Julián Muñoz)
- Maite Embil - Carmen Rosa Pereira de Mujica
- Sabrina Olmedo - Magaly Saraza
- Juan David Ferrer - Joan Mujica
- Flor Elena González - Dorothy Pereira
- Chela Arias - Ana Pereira
- Yina Vélez - "Cuqui"
- Carlos Acosta-Milian - Detective Robles
- José Antonio Coro - Detective Díaz

### Golpe bajo
(Basado en el caso de Edwin Valero)
- Hugo Catalán - Pedro Manzano
- Daniela García - Marisol Vega
- Miranda Sandoval - Beatriz "Betty" Vega
- Enrique de la Riva - Luciano Castillo
- Leonardo Alonso - Carlos Graterol
- Sebastián Fernández - Juan "Juanito" Manzano Vega

### Que entre la verdad
(Basado en el caso de Laura Bozzo)
- Sophie Gómez - Mayra López
- Francis Brunette - Helena Castillo
- Nando Estevané - Ricardo
- Angelina Curiel - Berenice

### El lado oscuro
- Nohely Arteaga - Gabriela de Rellán
- Miguel de León - Cristóbal Rellán
- Crisbel Henríquez - Diana del Sol
- Diana Volpe - Mamá de Gabriela de Rellán
- Prakriti Maduro - Martha
- Antonio Delli - Jorge
- Daniel Lugo - Periodista de televisión
- Ricardo Álamo - Entrevistador
- Camila Rodríguez - Cristina Rellán

### La hija de El Rey
(Basado en el caso de Génesis Rodríguez y Mauricio Islas)
- Betzy López - Eva Hérnandez / “Esperanza Salvatierra”
- Paulo Quevedo - Manuel Navas / “Juan Alfonso Caballero”
- Pilar Brú - Ileana Hernández
- Óscar Corbella - Antonio Hernández “El Rey de América”
- Jalymar Salomón - Úrsula / “Coromoto Santana”
- Karolina Pulgar - Mamá de Eva Hernández
- María Antonieta Castillo - Maritza
- Gilberto Reyes - Director de la telenovela

### Original como el Pecado
- Sócrates Serrano - Horacio Navarro
- Ana María Simon - María Luisa de Navarro
- Gabriel Agüero - Fernando del Pino
- Michelle Taurel - Mariely
- Daniela Bueno - Lisa
- Daniel Rodríguez - Eliezer Martínez
- Manuel Salazar - Detective

### Sonata Nocturna
- Nohely Arteaga - Hilaria Grimaldi Campos
- María Cristina Lozada - Doña Emiliana Campos “La Dama de la Ópera”
- Caridad Canelón - Enfermera
- Ricardo Nortier - Iván Rosemberg
- María Gabriela Díaz - Marisol
- Rhandy Piñango - Comisario Julio Ramírez
- Cristina Tovar - Esposa de Iván Rosemberg
- Juan Carlos Gardié - Alberto Villegas
- Zoraya Villareal - Presentadora de televisión
- María Helena Heredia - Doctora
- Luismarth Bandres - Hilaria Grimaldi Campos (niña)

### El doble
(Basado en el caso de Paul McCartney)
- Miguel de León - Paulo Martinelli
- Chantal Baudaux - Érika Montalbán
- Caridad Canelón - Ona Subari
- Carlos Arraíz - Hernán "Lobo" Ferrer
- Jesús Nunes - Tomás "Tom" Muñoz
- Charyl Chacón - Tutti Borjes de Martinelli
- Rolando Padilla - Bobby
- Hans Cristopher - Richard
- María Alesia Machado - Carola "Caro"
- Lula Bertucci - Esposa de Wilfredo Camargo
- Javier Geltz - "Cabo"
- Homero Díaz - Guardaespaldas de Ona Subari

### El precio de la ambición
(Basado en el caso Strauss-Kahn)
- Jean Carlo Simancas - Claudio Van Der Dys
- Crisbel Henríquez - Elsa Machado
- Johana Gómez - Yelitza Blanco
- Rhandy Piñango - Comisario Julio Ramírez
- Sheila Monterola - Saleeb Domínguez
- Hans Cristopher - Benjamín
- César Bencid - Bellisario
- Rubén León - Enrique "Kike"

### Siempre fui una mujer
(Basado en el caso de Caitlyn Jenner)
- Javier Ceriani - Bruno Karesky
- Paloma Morales - Cristina Karesky
- Fabiana Lizárraga - Liz Karesky
- Enrique Sapene - Carlos
- María Corina Ramírez - Lenny Karesky

### Batalla por embriones
(Basado en el caso de Sofía Vergara)
- Liliana Moyano - Catalina Miranda
- Christian McGaffney - Cristóbal
- Robert Avellanet - Federico Hernández
- George Akram - Pedro

### El corte perfecto
(Basado en el caso de John y Lorena Bobbitt)
- Blanca Alarcón - Celia Arango de Ramírez
- Edgardo González - Mario Ramírez
- Coral de la Vega - Amanda Arango

### La última canción
(Basado en el caso de Jenni Rivera)
- Stephanie Gerard - Johana Franco
- Alberto Barros Jr. - Samuel Castillo
- Mariana Montes - Teresa Franco
- Edward'O - Brujo

### Hombre de familia
(Basado en el caso de Bill Cosby)
- Pedro Telémaco - William Costa
- Katherine Kellerman - Bárbara Rosas
- María Helena Heredia - Alba González

### Nada es para siempre
(Basado en el caso de la banda Menudo)
- José Ramón Barreto - Sandro Rodríguez
- Robert Avellanet - Eduardo Marín
- Millie Ruperto - Adriana
- Javier Iván - Ramón Gutiérrez
- Manuel Hernández - Gerardo

### Avisos clasificados
- Fernando de la Reguera - Felipe Ramos
- Tania Palacios - Natalia
- Ivone Garza - Raquel Kings
- Paola Galina - Michelle Martínez

### El psiquiatra
(Basado en el caso de Edmundo Chirinos)
- Héctor Manrique - Nicolás Arreaza
- Dora Mazzone - Patricia Salazar de Lavaud
- Mariely Alcalá - Olga Ibarra
- José Roberto Díaz - Alejandro Lavaud
- Antonio Cuevas - Doctor Sólorzano
- Natalie Cortéz - Ana Rosa Villalobos
- Patricia Oliveros - Doctora Marín
- Graziella Mazzone - Gabriela "Gaby" Lavaud Salazar

### Adiós a las niñas
(Basado en el caso del Secuestro de Cleveland)
- Beatriz Vázquez - María Luisa Herrera
- Rafael Romero - César Cruz
- Nohely Arteaga - Paula López
- Sheryl Rubio - Ángela Mendori
- Anny Baquero - Andreína López
- Mayra Méndez - Rosalinda Herrera
- María Cristina Lozada - Blanca López
- Crisbel Henríquez - Julieta Mendori
- Paula Woyzechowsky - Carla Bustamante
- Manuel Salazar - Detective Díaz
- Julio Alcázar - Juez
- Ana Cristina Garmendia - Celia

### Los mensajeros de Dios
- Tony Cabral
- Marisol Rivera
- Luis Fernando Juárez
- Mara Violena
- Javier Noriega

### Doble vida
- Néstor Rodulfo
- Osvaldo Friger
- Luisa de los Ríos
- Rachel Negrón
- Mauro Rivera

### Detrás del Presidente
(Basado en el caso de los agentes del Servicio Secreto de los Estados Unidos en la VI Cumbre de las Américas)
- Pedro Juan Figueroa
- Anthony Lo Russo
- Leopoldo Gutiérrez
- Jerry Segarra

### La viuda negra
- Melina León
- Yamaris LaTorre
- Markel Berto
- Yamil Collazo
- Debbie Romero
- Osvaldo Figer
- Ernestito Concepción

### La grabación
- Rafael Barrozi
- Maritza Vernaza
- Martín Peyrou
- Lucho Gotti
- Marisín Luzcando
- Álvaro Gómez
- Edwin Teira
- Randy Domínguez
- Marvis Pitti
- Leo Wiznitzer

### De vuelta al closet
- Paulette Thomas
- Francia Maduro
- Alejandra Maldonado
- Roberto Avellanet
- Carlos Monasterios
- Stephanie Duarte